# Cisma del fútbol uruguayo
Se conoce como cisma del fútbol uruguayo a la fractura producida en el seno de la Asociación Uruguaya de Fútbol entre 1922 y 1925, episodio que dio origen a la fundación de una asociación disidente, la Federación Uruguaya de Football.

## Historia
En 1921 Peñarol, que había ganado el campeonato uruguayo, quiso jugar la Copa Aldao con Racing, que era campeón de la Asociación Amateurs de Football, en lugar de enfrentar a Huracán, que era ganador de la Asociación del Fútbol Argentino. El artículo 7 del estatuto no permitía que las instituciones afiliadas a esa entidad disputaran encuentros contra clubes de la Asociación Amateur Argentina.
En septiembre de 1922, pocos días antes de viajar a Brasil para disputar la Copa América, Peñarol exigió a la AUF que la selección uruguaya no enfrentara a la argentina, que era defendida por jugadores que participaban en la AFA, afiliada a la FIFA. Peñarol amenazó que si la AUF mantenía su posición, no cedería a sus jugadores para el torneo. Finalmente la AUF mantuvo su postura, y fue a disputar la Copa América sin jugadores de Peñarol.
En octubre de 1922, tanto Peñarol como Central pidieron autorización para jugar amistosos contra Racing e Independiente, la que fue negada por iniciativa del expresidente de Peñarol César Batlle Pacheco, que en ese entonces era el presidente de la AUF. Haciendo caso omiso a la negativa de la AUF, Peñarol y Central insistieron amenazando con abandonar el Campeonato Uruguayo si no se les permitía disputar los partidos.
El 7 de noviembre de 1922 se citó una asamblea de socios en Peñarol para discutir el tema y se decidió con 325 votos a favor contra 25 en contra jugar el partido contra Racing a pesar de la negativa de la AUF. Se resolvió "no jugar directamente con la Asociación Argentina ni prestar los jugadores a la AUF para disputar con ella; concretar amistosos con la Asociación Amateur, por ser la expresión legítima y prestigiosa del fútbol argentino, presidida por el Dr. Becar Varela; cumplir los compromisos con la AUF dentro de una gran armonía fundamental de intereses, que el Club Atlético Peñarol aspira a conservar patrióticamente".
El 12 de noviembre de 1922 Peñarol y Central violan el artículo 7 del Estatuto de la AUF y cruzan el Río de la Plata para enfrentarse a los equipos de Avellaneda, Racing e Independiente respectivamente. Ese mismo día, luego de los partidos, se citó una asamblea extraordinaria de clubes presidida por el Dr. José María Reyes Lerena. Ante la propuesta del delegado de Nacional, Rodolfo Bermúdez, se desafilió de la AUF tanto a Peñarol como a Central por dieciséis votos a uno.
El 22 de noviembre de ese mismo año, en la sede de Peñarol, los clubes desafiliados fundaron la Federación Uruguaya de Football, que organizara sus propios campeonatos de manera paralela a los de la AUF. En 1923 la Federación Uruguaya de Football organizó el Campeonato Uruguayo de Suficiencia, en el cual participaron 32 clubes y se consagró campeón Atlético Wanderers.
Sin embargo, la liga reconocida por la FIFA y la Conmebol siguió siendo la Asociación Uruguaya de Fútbol, que ese mismo año lograría obtener por cuarta vez el Campeonato Sudamericano de selecciones disputado en Montevideo, clasificando a los Juegos Olímpicos de París del año siguiente, donde la selección conquistaría la medalla de oro con un plantel conformado únicamente por jugadores pertenecientes a la AUF.
De los doce clubes que disputaron el campeonato de la AUF de 1922, todos, a excepción de los desafiliados, permanecieron en la Asociación para el campeonato siguiente. Los lugares dejados por Peñarol y Central fueron ocupados por Bella Vista y Fénix. Charley, Lito y Wanderers presentaron equipos alternativos para disputar simultáneamente los campeonatos de la FUF. En el caso de Lito, se denominó Lito "redondo" al asocianista y Lito "cuadrado" al de la Federación, diferenciándose por el escudo que llevaban en la camiseta azulgrana. En el caso de Wanderers, utilizó su nombre oficial en la AUF, y el de "Atlético Wanderers" en la FUF.
Integraron el campeonato de la FUF de 1923 además de Peñarol, Central y los equipos alternativos de Charley, Lito y Wanderers, varios equipos nuevos, algunos de ellos en estrecha relación con Peñarol, como "Peñarol del Plata", "Roland Moor" o "Roberto Chery Montevideo", otros representantes de algunas firmas comerciales que formaban un equipos con fines publicitarios (Firestone, Livingstone). Se incorporaron también varios equipos que hasta entonces se encontraban en las divisionales de ascenso de los campeonatos de la AUF.

### La reunificación

#### El Laudo Serrato
Luego de mantenerse durante tres años el Cisma y tras haber fracasado varios intentos de reunificación, una representación de la prensa de Montevideo solicitó la intervención mediadora del presidente de la república, José Serrato.
Con la finalidad de que el suyo no fuera otro intento frustrado, el presidente puso algunas condiciones: que ambas instituciones aceptaran su intervención, que su fallo fuera inapelable, y que designaran cada una igual número de personas neutrales para asesorarle en el proceso. Todas las condiciones fueron aceptadas oficialmene por las dos entidades.
Las personas designadas para asesorar al presidente fueron Juan Blengio Rocca, Héctor R. Gómez, Francisco Ghigliani, Carlos Sturzzenegger, Félix Polleri, Héctor A. Gerona, Juan Gorlero, M. Martínez Pueta, Alfredo Le Bas y Álvaro Saralegui.
Los principios que orientaron a Serrato en su dictamen fueron la fusión integral, la limitación en el número de clubes integrantes de las divisiones superiores, y conseguir un buen fin para los fondos de ambas instituciones en una empresa común. 
Habiendo sido aceptadas sus condiciones, el presidente Serrato dictó su fallo el 9 de octubre de 1925, estableciendo que cesaban a partir de ese momento las autoridades de la Asociación Uruguaya de Football y de la Federación Uruguayo de Football, conformándose un Consejo Provisorio de Football Nacional, integrado por las diez personas que le asesoraron en el proceso, y que sería el encargado de dirigir a las dos entidades, de representar al fútbol uruguayo ante instituciones nacionales y extranjeras, y de organizar los torneos establecidos en el fallo.
El Consejo Provisorio cesaría en sus funciones una vez cumplida la reorganización, y se regiría para su cometido por lo establecido en el laudo, y en todo lo que no se opusiera al mismo, por el estatuto de la Asociación Uruguaya de Football.
Ambas instituciones deberían poner a disposición del Consejo Provisorio los fondos resultantes una vez saldadas sus deudas, los que serían destinados a la construcción del field oficial. Deberían entregar también sus archivos y demás existencias.
La primera división del Consejo Provisorio se integraría:
1. Por los clubes que integraban la primera división de la Asociación Uruguaya de Football en el momento de producirse el cisma, y que al momento de dictarse el laudo integraran la primera división de la Asociación Uruguaya de Football o de la Federación Uruguaya de Football.
2. Por los mejor clasificados en un torneo especial a disputarse entre los demás clubes que integraban la primera división de la Asociación Uruguaya de Football o de la Federación Uruguaya de Football en el momento de dictarse el fallo, hasta completar el número de veinte.

El número de veinte clubes en primera división sería transitorio, estableciéndose en doce el número definitivo, al que se llegaría mediante descensos a la segunda división en los Campeonatos Uruguayos que se comenzarían a disputar una vez integrada la nueva Asociación.
La segunda división, denominada intermedia, se integraría:
1. Por los clubes que integraban la segunda división de la Asociación Uruguaya de Football en el momento de producirse el cisma, y que al momento de dictarse el laudo integraran la segunda división de la Asociación Uruguaya de Football o de la Federación Uruguaya de Football.
2. Por los seis mejor clasificados en un torneo especial a disputarse entre los demás clubes que integraban la segunda división de la Asociación Uruguaya de Football o de la Federación Uruguaya de Football en el momento de dictarse el fallo.
3. Por los clubes que habiendo participado del torneo especial de primera división no lograran permanecer en la misma.

El número definitivo de clubes para la segunda división se establecía también en doce, debiendo el Consejo Provisorio determinar el régimen de descensos y ascensos para llegar a ese número en el menor tiempo posible.
El año 1926 se destinaría a la selección necesaria de clubes que integrarían la primera y la segunda división de la nueva institución. No se podría, a partir del fallo, disputar ningún partido internacional, ni oficial ni amistoso, salvo aquellos autorizados por el Consejo Provisorio con un mínimo de ocho votos.
Los clubes que ya estaban clasificados para integrar la primera y la segunda división de la nueva institución a integrarse, disputarían durante el año 1926 un campeonato especial, bajo la dirección y contralor del Consejo Provisorio.
Los clubes que se hubieran dividido como consecuencia del cisma dispondrían de un plazo de dos meses para fusionarse. En caso de no lograrse dicha fusión, el club original conservaría su nombre, debiendo el otro club adoptar uno nuevo, manteniendo su derecho a participar en los torneos a disputarse.
El laudo establecía además que los jugadores que al 1 de octubre competían para los clubes clasificados para integrar la primera divisional no podrían competir por los clubes que disputarían los torneos de selección, debiendo permanecer en sus clubes originales.
Una vez finalizados los torneos de selección establecidos en el fallo, el Consejo Provisorio debería proceder a constituir la nueva institución, que se denominaría Asociación Uruguaya de Football, la cual debería respetar lo establecido en cuanto al número máximo de clubes por divisional y el destino de los fondos.

#### Reorganización deportiva
En 1925 el estado uruguayo intervino para recomponer la situación, y por esta razón, debido a la gran reestructura que esto requería, se suspendieron en ambas ligas los campeonatos correspondientes al año 1925 y la actividad internacional de ambas selecciones. El último partido de la selección de la Federación fue el 1º de mayo frente a Argentina, que perdería por 1:0. La Asociación disputó cinco amistosos ante Paraguay en ese año, aunque sin los campeones olímpicos de 1924, ya que casi todos se habían ido con Nacional a una gira por Europa.
En el año 1926, tampoco se realizó el Campeonato Uruguayo. El Laudo Serrato, que es el nombre con que se conoce aquella decisión del Presidente de la República José Serrato de unificar a la Asociación y a la Federación Uruguaya de Fútbol, dispuso de la disputa ese año de un Campeonato Provisorio denominado "Héctor R. Gómez", que se habría de disputar en dos series.
En la Serie A, participaron todos los clubes que integraban la Primera División de la Asociación en el momento de la separación. Y se establecía además, que todos ellos seguirían integrando la Primera División en el campeonato de 1927, cualquiera fuese la ubicación que lograran en la tabla del torneo en disputa. La Serie B estaba integrada por el resto de los participantes de las Primeras Divisiones de ambas asociaciones. Eran dieciséis equipos: Bella Vista, Capurro, Cerro, Colón, Chaná, Defensor, Fénix, Misiones, Olimpia, Peñarol del Plata, Racing, Roland Moor, Rosarino Central, Solferino, Sud América y Club Uruguay. Los diez mejores clasificados pasarían a integrar la Primera División en 1927, junto con los otros diez clubes que integraban la serie A.
En el campeonato de 1927 participaron veinte equipos, siendo el torneo con mayor cantidad de participantes de la historia.